# Hendon Aerodrome

i7
i11
i13
Hendon Aerodrome war ein Flugplatz in London. Von 1908 bis 1968 war er ein wichtiges Zentrum der Luftfahrt in England.
Der Platz lag im Londoner Stadtteil Hendon etwa elf Kilometer nordöstlich von Charing Cross und war Startpunkt vieler Pionierleistungen wie der ersten Luftpost, dem ersten Fallschirmsprung aus einem Motorflugzeug, dem ersten Nachtflug und der ersten Luftverteidigung einer Stadt.

## Anfänge
Bereits im Jahr 1862 starteten Henry Coxwell und James Glaisher mit ihrem Ballon „The Mammoth“ in Hendon. Ballonfahrten waren Ende des neunzehnten Jahrhunderts ein beliebtes Spektakel für die Massen, die sich zu den Feiertagen am Brent Reservoir tummelten. Der erste motorisierte Flug fand im Jahr 1909 mit einem 88 ft (27 m) langen, von den Brüdern Spencer aus Highbury gebauten Prallluftschiff statt. Das Luftschiff hob gesteuert von Henry Spencer vom Brent Reservoir ab. Mit an Bord war die australische Suffragette Muriel Matters. Den ersten Flugversuch mit einem Flugzeug führten H. P. Martin und G. H. Handasyde durch. Die beiden konstruierten dafür einen viermotorigen Eindecker, der sich jedoch als nicht flugtauglich herausstellte.
Inspiriert von Louis Blériots Flug über den Ärmelkanal begann das Unternehmen Everett, Edgcumbe and Co mit dem Bau eines Flugzeuges in ihren Werkstätten in Hendon und bauten dafür einen kleinen Hangar. Von 1908 bis 1910 wurden mit dem Flugzeug mit dem Namen „Grashopper“ immer wieder Rollversuche durchgeführt. Die Maschine konnte sogar kurz abheben, sich jedoch nicht wirklich in die Luft erheben. Die Versuche zogen dennoch immer wieder Menschenmengen an.
Im Jahr 1906, noch bevor irgendjemand im Vereinigten Königreich einen Motorflug durchgeführt hatte, hatte die Daily Mail einen Preis von 10.000 Pfund Sterling für einen Flug von London nach Manchester oder umgekehrt ausgesetzt. Der Flug sollte in höchstens vierundzwanzig Stunden mit maximal zwei Landungen durchgeführt werden. Bis 1910 war die Entwicklung von Flugzeugen und Motoren weit genug fortgeschritten, um einen realistischen Versuch zu unternehmen, den Preis zu gewinnen. Im April 1910 bereiteten sich Claude Grahame-White und der Franzose Louis Paulhan auf den Flug vor. Grahame-White unternahm zwei Versuche, aber Paulhan gewann die Herausforderung. Für seinen Start wählte Paulhan ein Feld an der Stelle des künftigen Flugplatzes. Am 27. April flog er 117 mi (188 km) von Hendon nach Lichfield, was den zu dieser Zeit längsten Flug im Vereinigten Königreich darstellte. Am 28. April hob er noch vor der Morgendämmerung wieder ab und erreichte in drei Stunden und fünfundfünfzig Minuten Flugzeit nach einer Gesamtreisezeit von knapp über zwölf Stunden Burnage am Stadtrand von Manchester.

## London Aerodrome

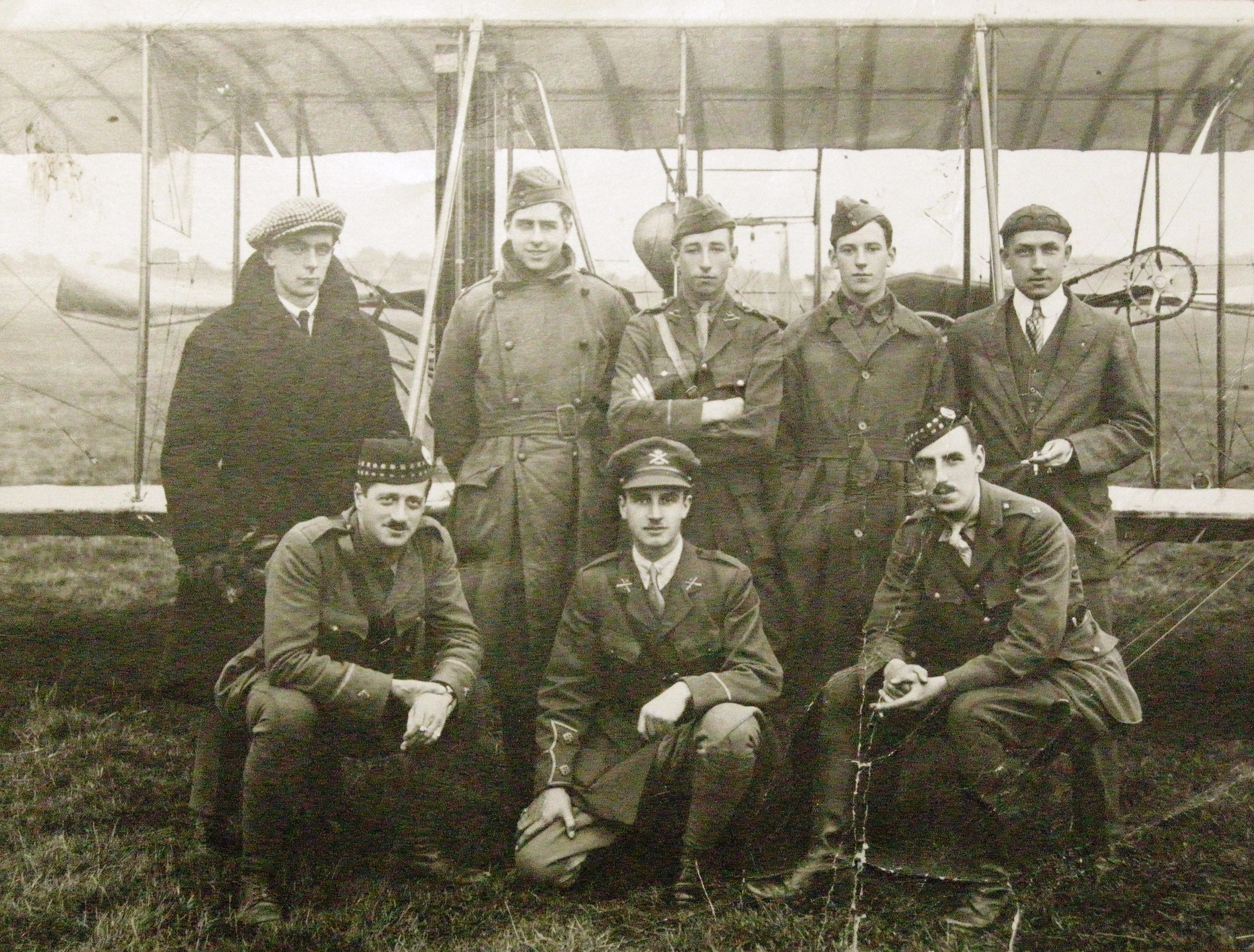
George Beatty (ganz rechts) und ein Kollege mit sechs Flugschülern des Royal Flying Corps im August 1916

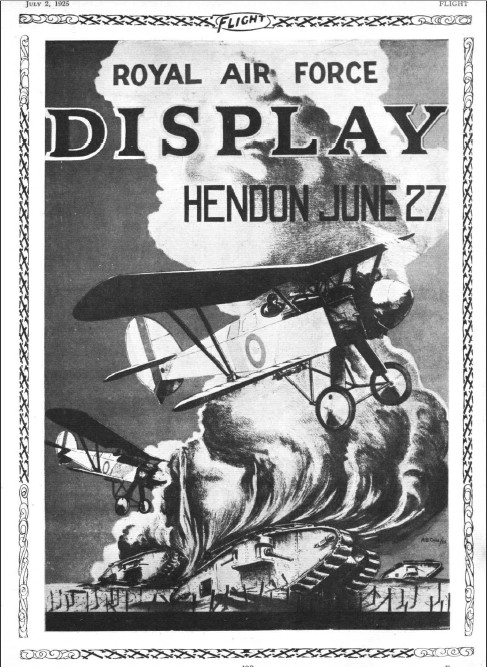
Plakat für die RAF-Flugschau 1925 in Hendon aus der Zeitschrift Flight International vom 2. Juli 1925

Grahame-White gründete die Grahame-White Aviation Company und kaufte über 80.000 Quadratmeter Land in Hendon und baute darauf einen modernen Flugplatz. Erste Anlieger waren die Aeronautical Syndicate Ltd von Horatio Barber und die Flugschule von Louis Blériot. Zwischen dem 9. und dem 16. September 1911 wurde die erste offizielle Luftpost im Vereinigten Königreich von Hendon nach Windsor als Teil der Feierlichkeiten zur Inthronisation von König George, dem fünften geflogen.
Im Jahr 1912 fand zum ersten Mal das Luftrennen Aerial Derby statt. Start- und Zielflugplatz war Hendon. Geschätzt drei Millionen Menschen versammelten sich in einem Ring um die Rennstrecke, um die Piloten über London fliegen zu sehen. Etwa zwei Millionen der Londoner hatte bis zu diesem Zeitpunkt noch nie ein Flugzeug in der Luft gesehen. Nach Hendon selbst kamen mindestens 45.000 zahlende Besucher.
Die jährliche Veranstaltung wurde etwa so bedeutend wie die Rennen in Ascot und Epsom. Im Jahr 1925 zählte man bereits 100.000 Besucher und überlegte, die Veranstaltung über mehrere Tage zu verteilen. Der erste tödliche Unfall in Hendon geschah laut einem Bericht der Times im Mai 1911. Am 25. Mai 1911 fiel Bernard Benson im Alter von 23 Jahren aus einer Höhe von etwa dreißig Metern aus einer ASL Valkyrie.
In Hendon befanden sich auch eine Reihe von Flugschulen, darunter die Schule von Grahame-White. Im Jahr 1914 eröffnete der US-Amerikaner George William Beatty in Kooperation mit Handley Page Ltd eine weitere Flugschule, die bis Ende des Jahres 1916 in Betrieb blieb.
Nachdem Claude Grahame-White im Jahr 1915 zusammen mit anderen Mitgliedern des Royal Naval Air Service auf dem Flugplatz die erste Luftverteidigung Londons eingerichtet hatte, übernahm das Kriegsministerium den Platz im November 1916.
Im Jahr 1920 veranstaltete die Royal Air Force ihre erste Luftfahrtschau nach dem Zweiten Weltkrieg in Hendon, die bald zu einer regelmäßigen Veranstaltung wurde. Ab 1925 war die Luftschau unter dem Namen Royal Air Force Display bekannt und wurde im Jahr 1928 zum Empire Air Day.

## Flugzeugbau
Der Bau von Flugzeugen wurde in Hendon ebenfalls von Grahame-White betrieben. Während des Ersten Weltkriegs stieg die Produktion stark an. Um den Transport der rund 3500 Arbeiter und des benötigten Materials zu bewerkstelligen, baute die Midland Railway von ihrer Hauptstrecke aus eine Stichstrecke um den Flugplatz herum bis zur Fabrik. Nach Grahame-Whites Vorstellung sollte Hendon das Charing Cross des internationalen Luftverkehrs im Vereinigten Königreich werden. Nachdem das Air Ministry 1922 den Flughafen übernommen hatte, kam es zu einem langwierigen Rechtsstreit, der bis 1925 dauerte und infolgedessen Grahame-White sich aus Hendon zurückzog.

## Ende des Betriebs
Der Betrieb des Flugplatzes stand bereits vor dem Ersten Weltkrieg in der Kritik, da man befürchtete, Hendon könnte aufgrund der Stationierung der RAF Ziel von Bombenangriffen werden. Nach dem Krieg reduzierte sich der Nutzen von Hendon aufgrund der kurzen Start- und Landebahnen und der Wohngebiete in unmittelbarer Nähe weiter. Dennoch bestand die Royal Air Force noch bis in die 1950er Jahre auf der Wichtigkeit der Anlage. Letztendlich konnte sich jedoch der Gemeinderat von Hendon mit dem Argument durchsetzen, dass der Bedarf für Wohnhäuser dringender sei als der für einen Flughafen. Die letzte Flugeinheit, die „Metropolitan Communication Squadron“, verließ Hendon im November 1957.
Die Einfahrt des ehemaligen Flugplatzes ist im Film Das dreckige Dutzend von 1967 zu sehen. Nachdem Ende des Jahres 1968 zwei der drei Landebahnen bereits zurückgebaut worden waren, landete als letztes Flugzeug eine Blackburn Beverley in Hendon, die im RAF Museum ausgestellt werden sollte. Die Luftwaffenbasis wurde schließlich im Jahr 1987 geschlossen.
Heute befindet sich auf dem Gelände ein Wohngebiet, eine Polizeischule und das Museum.

## Heutige Nutzung

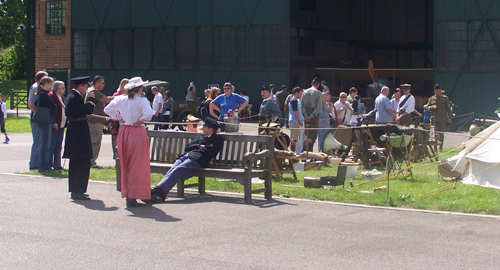
Fabrik von Grahame-White Factory (Royal Air Force Museum, 2008)

Heute befindet sich auf dem Gelände die Londoner Zweigstelle des Royal Air Force Museum mit einer Ausstellung über die Rolle der Royal Air Force bei der Entwicklung der Luftfahrt im Vereinigten Königreich. Das Museum besteht aus mehreren Gebäuden, die eine Reihe von Dauerausstellungen beherbergen. Dazu gehören die Ausstellung „Our Finest Hour“ in der Battle-of-Britain-Halle, die preisgekrönte Ausstellung „Milestones of Flight“, die sich mit der Entwicklung der Luftfahrt von 1903 bis 2003 befasst, zwei Gebäude mit verschiedenen Flugzeugen und Hubschraubern sowie ein Teil der Fabrik von Grahame-White, in der originale Flugzeuge aus dem Ersten Weltkrieg und den Anfängen der Luftfahrt ausgestellt sind. Das Museum bietet regelmäßige Veranstaltungen für Kinder und Jugendliche und betreibt ein 3D-Kino.